# 4e régiment d'infanterie impérial Hoch- und Deutschmeister

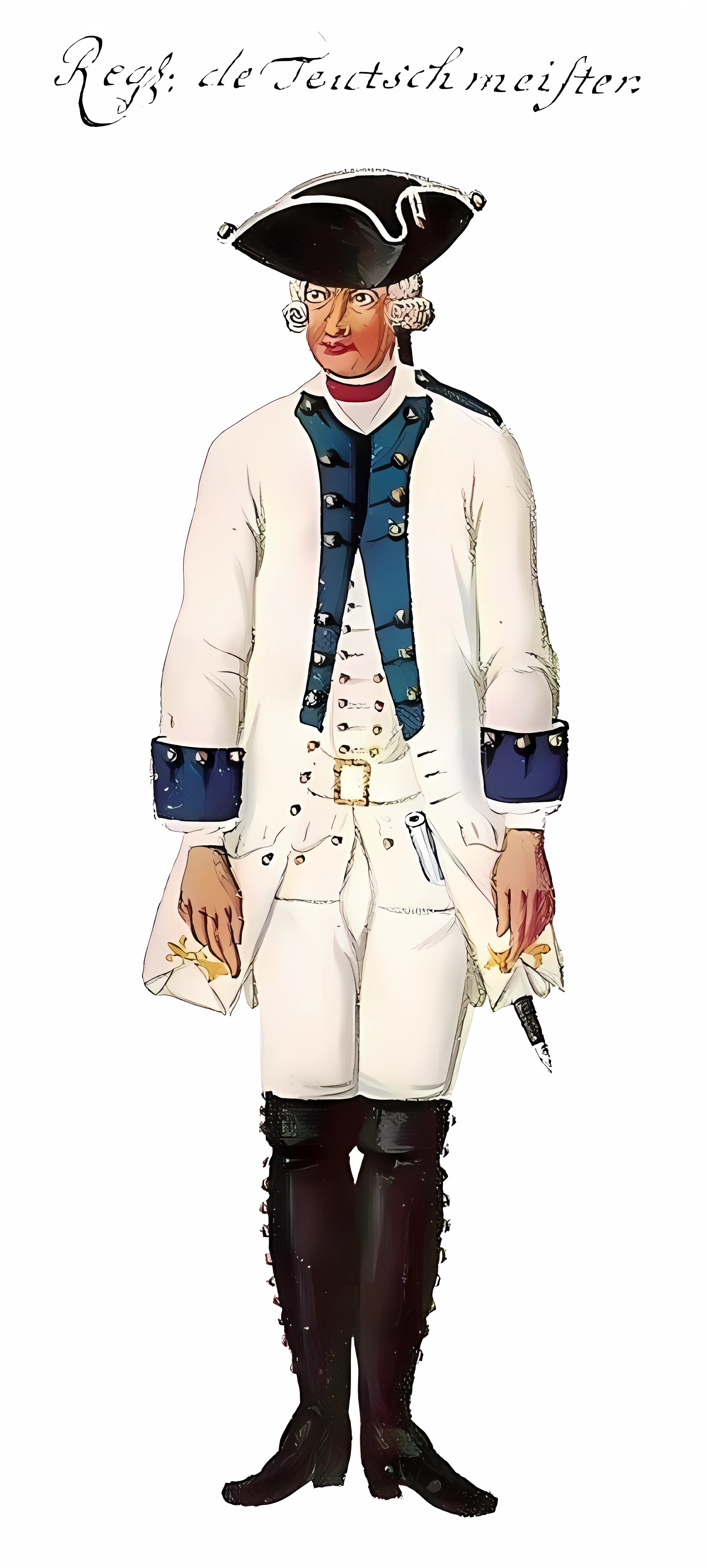
Uniforme du régiment Teutschmeister (1762)

Le 4e régiment d'infanterie impérial Hoch- und Deutschmeister est un régiment d'infanterie du Saint-Empire resté, après 1804, au service de l'empire d'Autriche devenu en 1867 l'Empire austro-hongrois. Il a combattu dans les différentes guerres de la monarchie de Habsbourg.

## Historique

### Sous le Saint Empire (1696-1804)

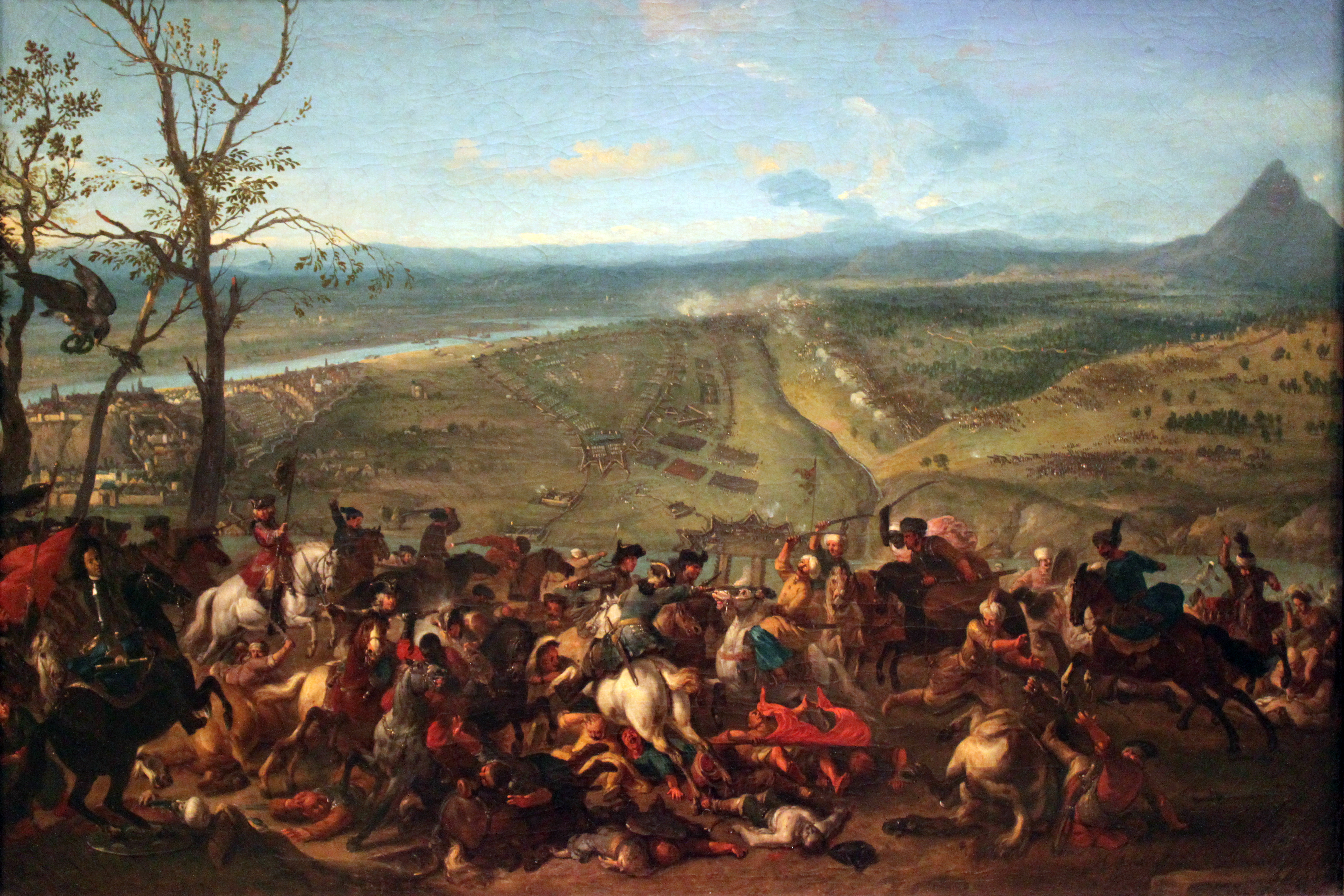
Siège de Belgrade (1717)

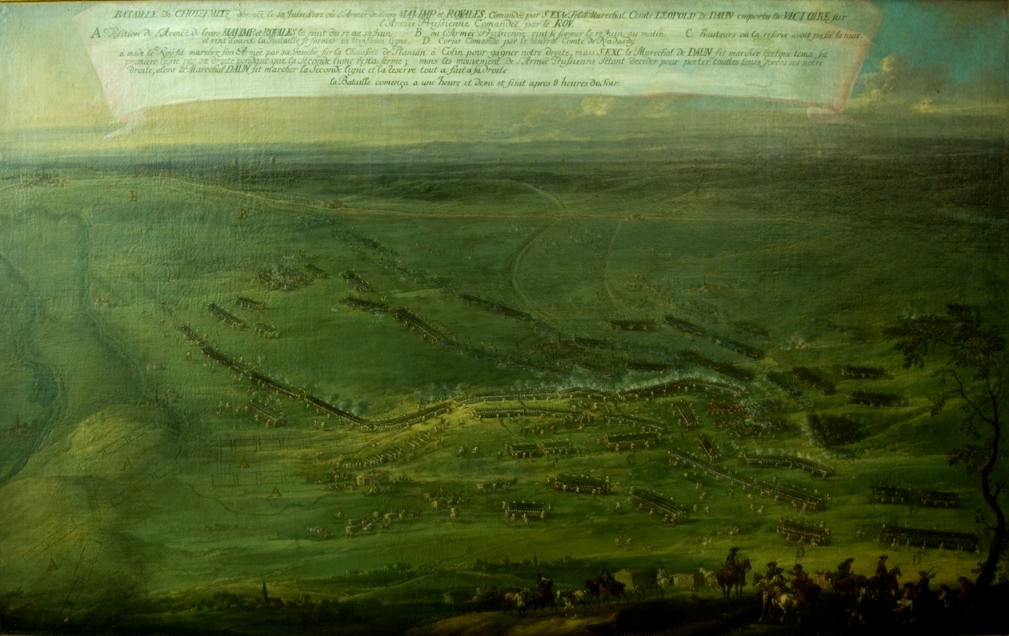
Bataille de Kolin (1757)

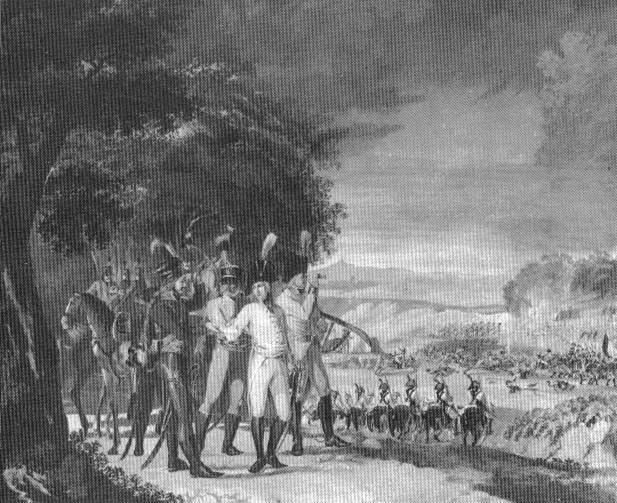
L'archiduc Charles à la bataille d'Ostrach en 1799

Le régiment est créé le 3 juin 1696 par un traité entre l'empereur Léopold Ier et l'archevêque François-Louis de Palatinat-Neubourg, beau-frère de l'empereur, évêque de Worms et grand maître de l’ordre Teutonique. Il a un statut distinct de celui de l'armée du Saint-Empire, qui est levée à titre exceptionnel sur décision de la Diète impériale. Le régiment est d'abord caserné à Donauwörth en Souabe et reçoit le nom de Pfalz-Neuburg-Teutschmeister (« Palatinat-Neubourg-Grand maître teutonique »).
Sous le commandement de Damian Hugo von Virmont (de), le régiment est envoyé en Transylvanie et prend part à la Grande guerre turque où il contribue à la victoire de Zenta (11 septembre 1697). Il sert dans la guerre austro-turque de 1714 – 1718 où son commandant, Damian Casimir von Dalberg (de), commandeur de Saint-Gilles (de), est tué au siège de Belgrade en 1717.
Pendant la guerre de Sept Ans, le régiment prend part à la victoire de Kolin contre les Prussiens (18 juin 1757) : l'anniversaire de cette bataille restera la fête traditionnelle du régiment.
En 1769, lors de l'attribution de numéros aux unités, il reçoit l'appellation de régiment no 4 Hoch-und Deutschmeister. Il est caserné dans la Forêt de Vienne et affecté à la protection de Vienne.

### Propriétaires
Le régiment est sous la tutelle du grand maître de l'ordre Teutonique :
- 1696 : François-Louis de Palatinat-Neubourg
- 1731 : Clément-Auguste de Bavière
- 1761 : Charles-Alexandre de Lorraine
- 1780 : Maximilien François d'Autriche
- 1801 : Charles-Louis d'Autriche-Teschen

Grands maîtres teutoniques au XVIIIe siècle
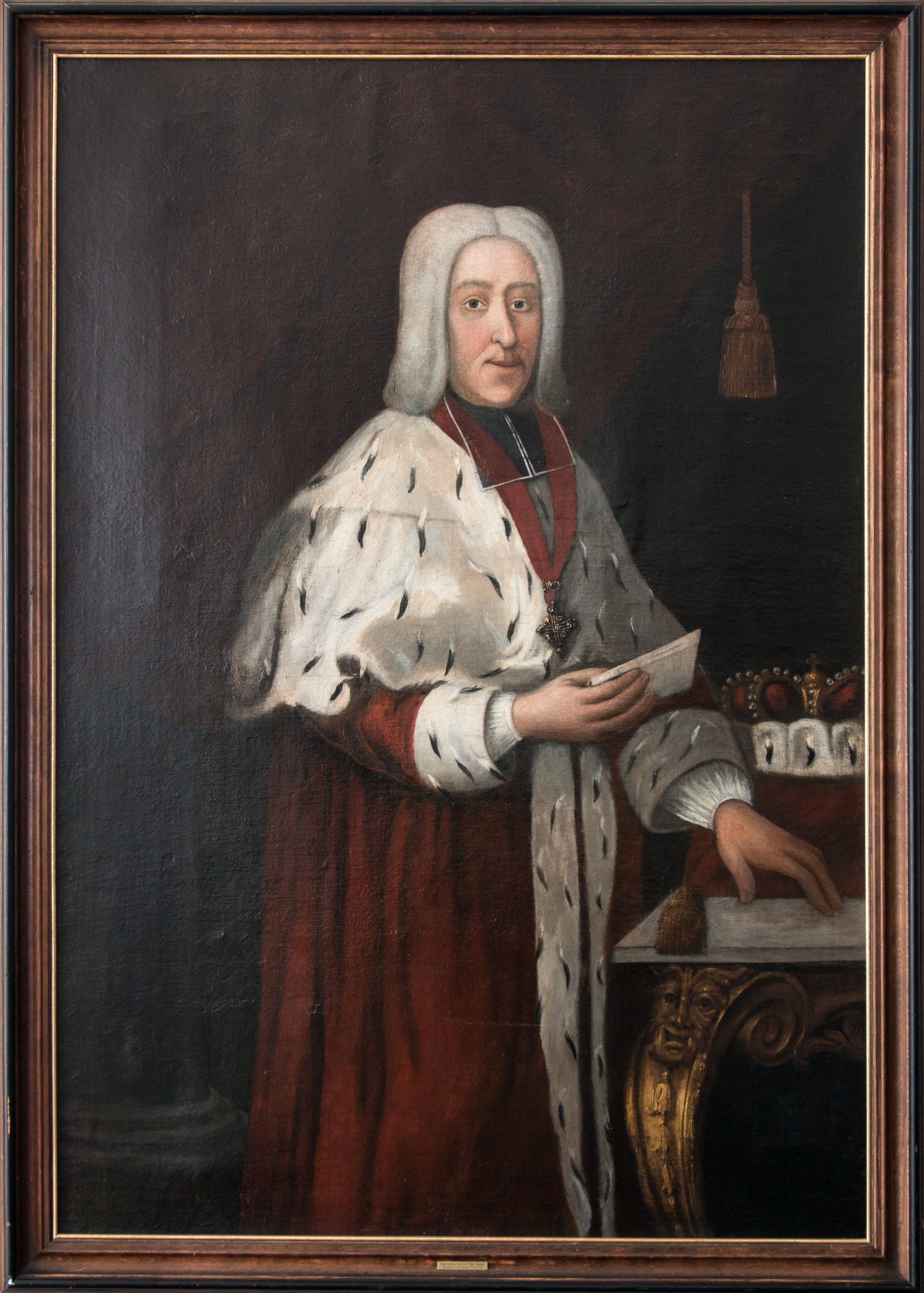
François-Louis de Palatinat-Neubourg
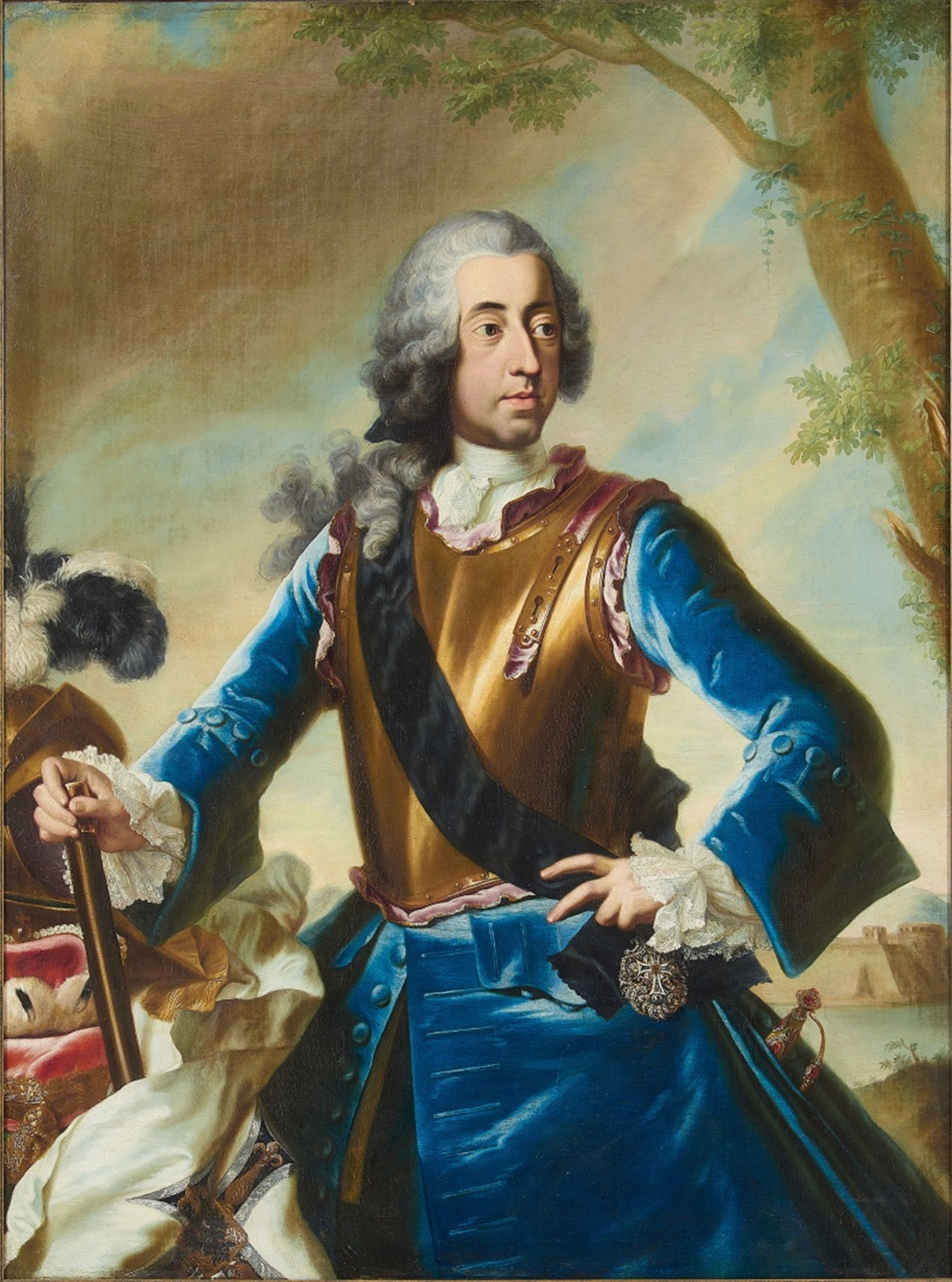
Clément-Auguste de Bavière
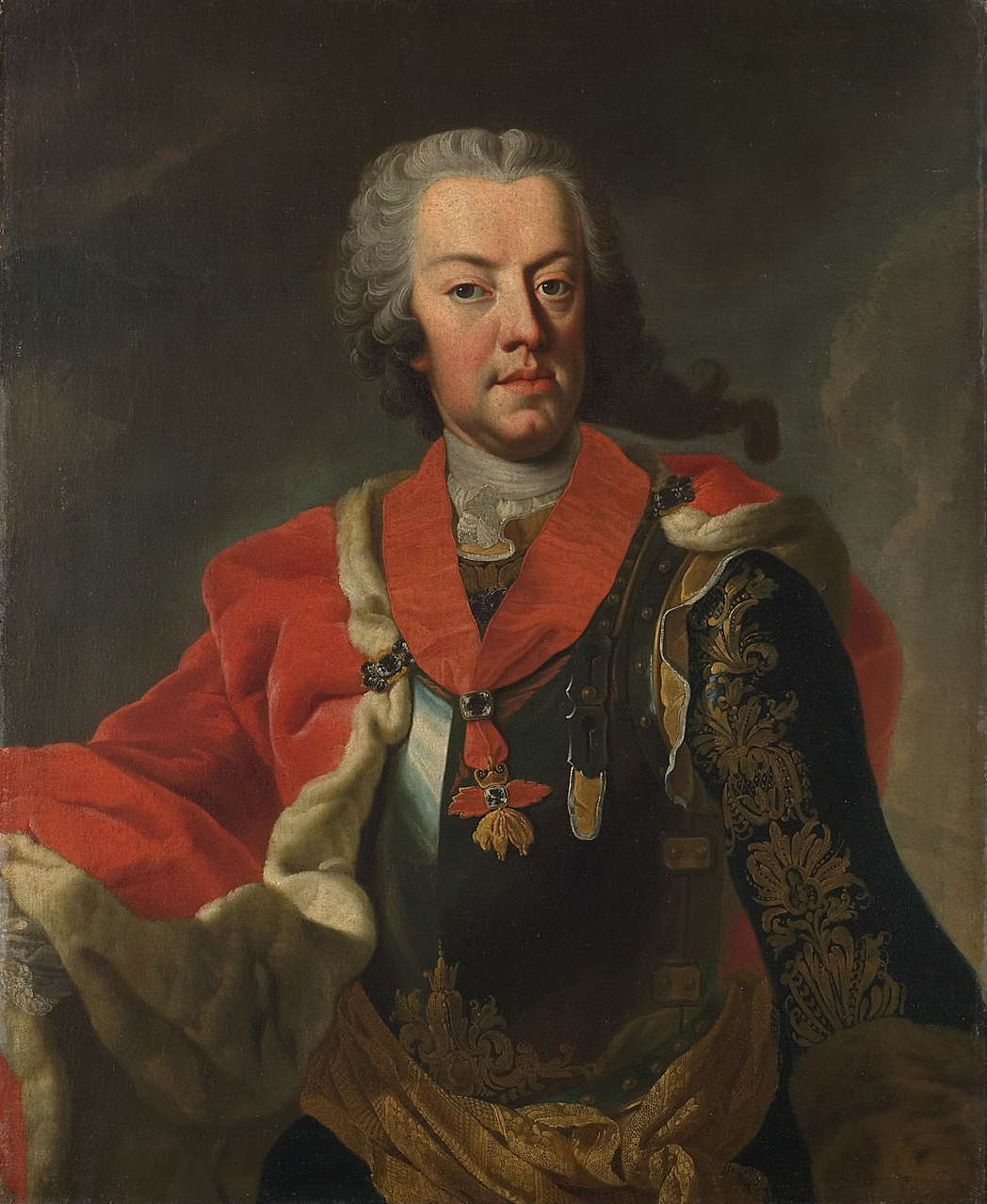
Charles-Alexandre de Lorraine
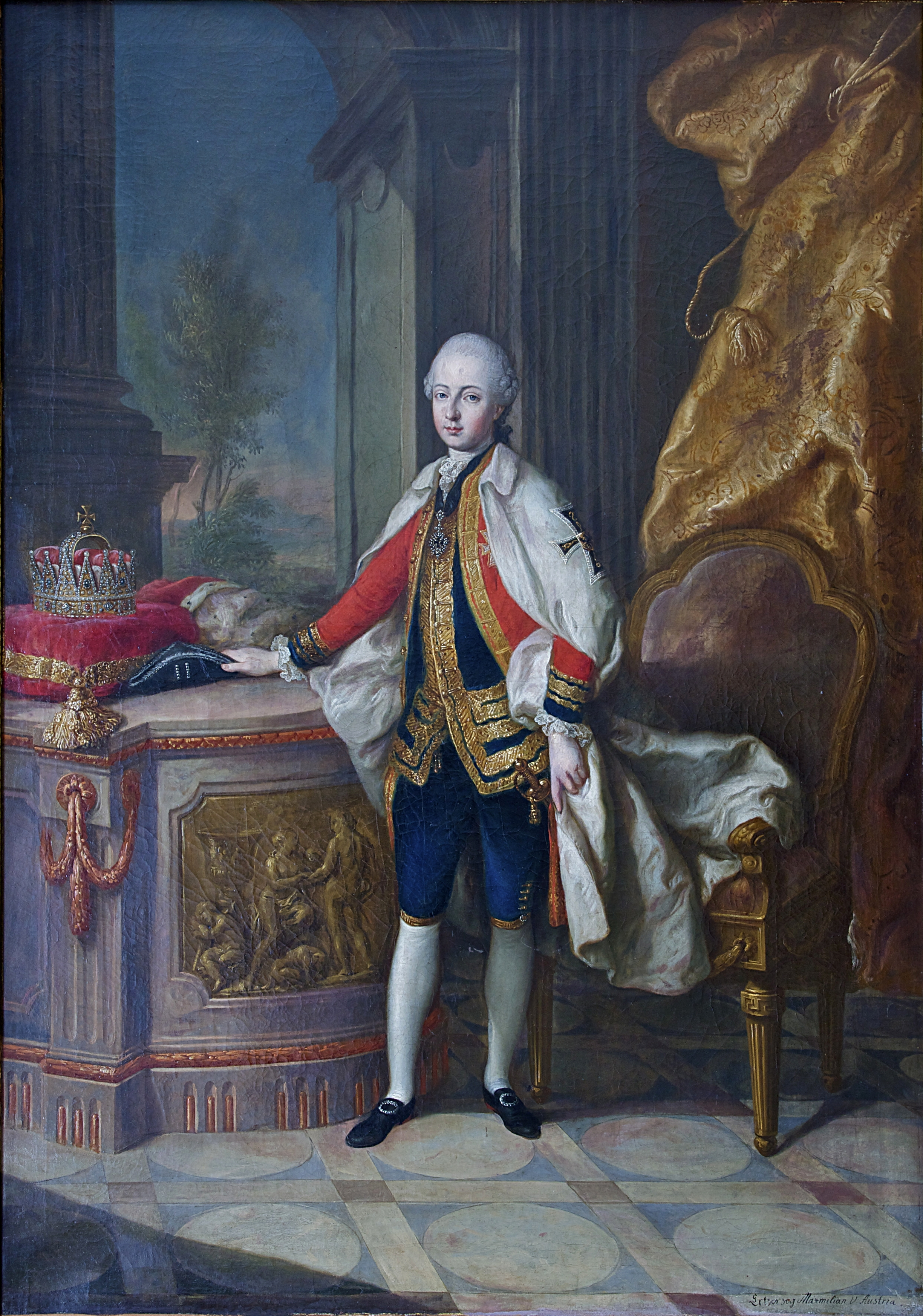
Maximilien François d'Autriche
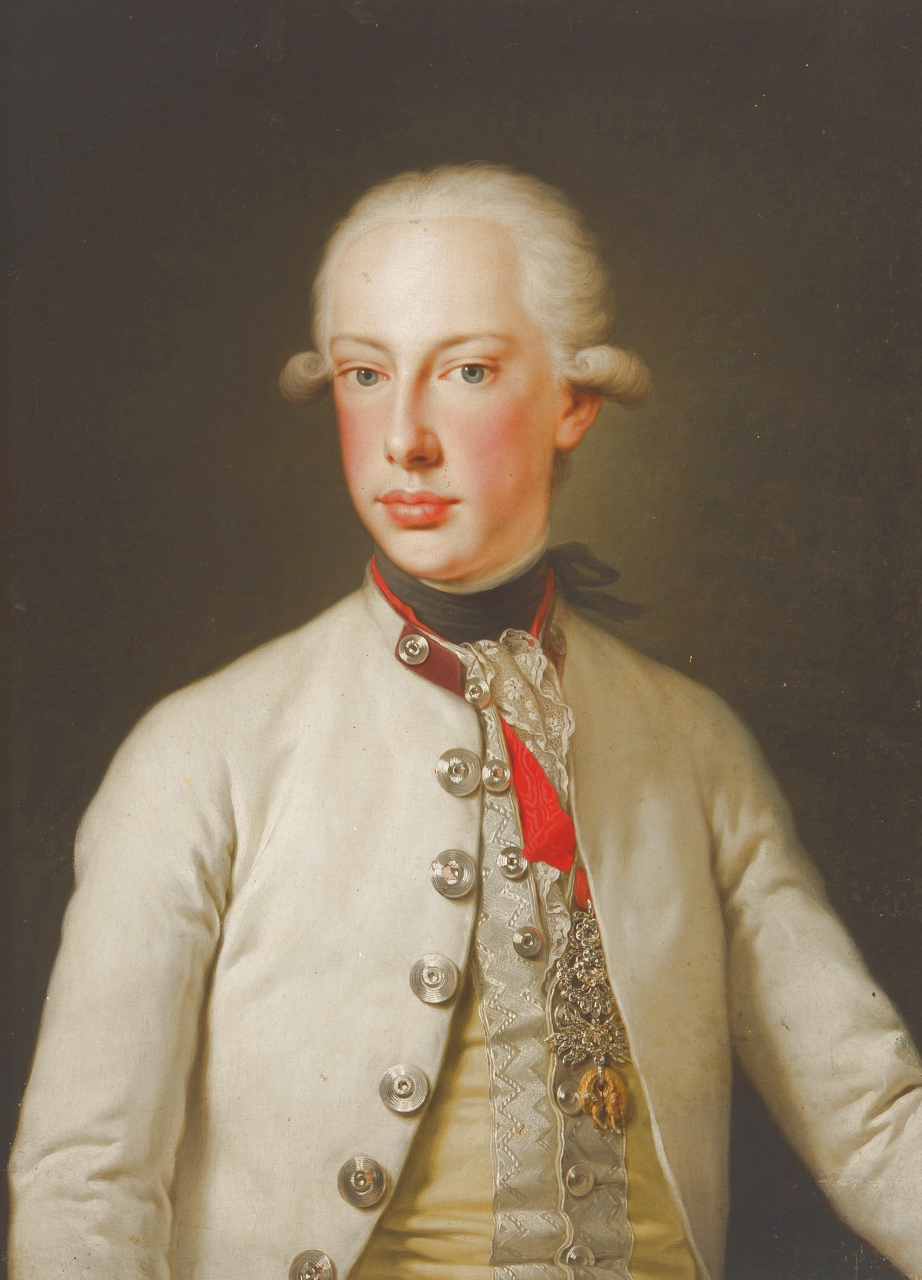
Charles-Louis d'Autriche-Teschen

### Recrutement
Jusqu'en 1766, le régiment a le droit de recruter dans tout l'Empire. Par la suite, son aire de recrutement est limitée aux Cercles du Bas-Rhin-Westphalie, Basse-Saxe et Franconie, comprenant le bailliage teutonique de Franconie (de).

## Sous l'empire d'Autriche et l'Empire austro-hongrois

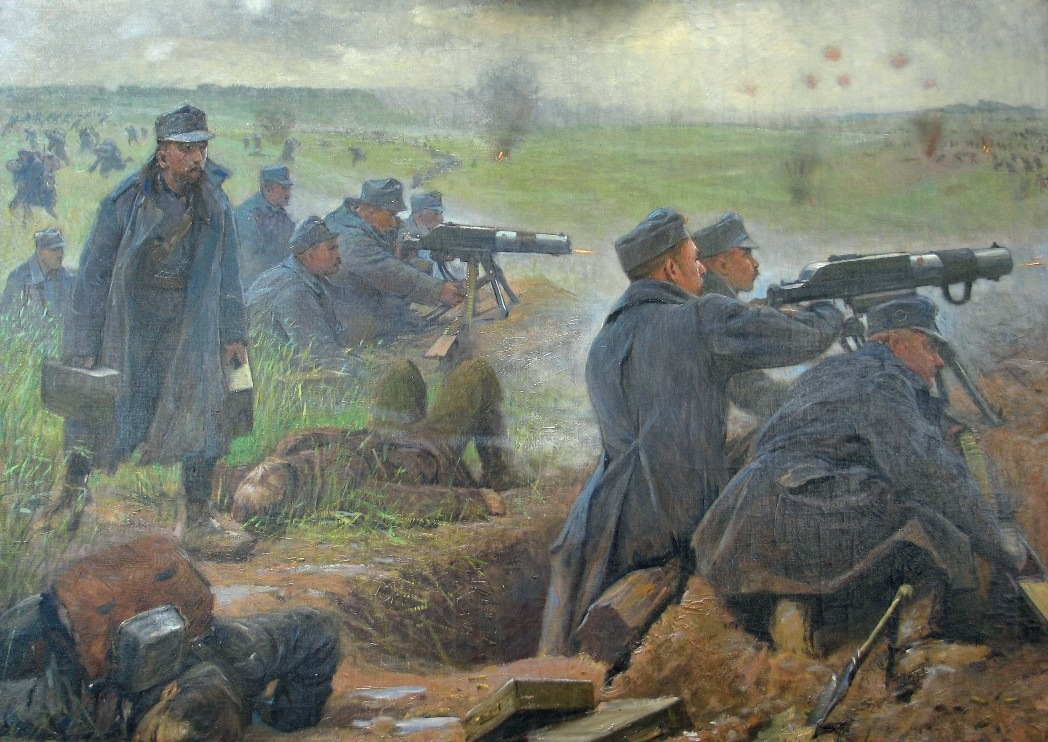
Mitrailleurs du 4e régiment, tableau de Karl Friedrich Gsur, 1915

En 1806, la souveraineté de l'Ordre teutonique est abolie. L'unité devient un régiment de l'empire d'Autriche sous le nom de régiment no 4 Hoch-und Deutschmeister. Il est placé sous la protection d'un archiduc autrichien.
En août 1914, le régiment est d'ethnie allemande à 95 %. Il est distribué entre Vienne, Jihlava et Wöllersdorf (Brand-Laaben) et fait partie de la 25e division d'infanterie qui dépend du IIe corps (général Blasius von Schemua) dans la 4e armée (général Moritz von Auffenberg).
Pendant l'automne 1914, la 25e division est transféré à la 1re armée puis, au début de 1915, à la 2e armée. Elle participe à la bataille des Carpates. Elle réintègre la 1re armée pendant la bataille de Rivne (août-septembre 1915).
En 1915, toutes les appellations de tradition sont supprimées et le régiment n'est plus connu que par son numéro, bien que les anciens tampons et insignes restent parfois utilisés.

## Survivances
Sous la première république d'Autriche (1918-1938), le 4e régiment d'infanterie reprend l'appellation de Hoch- und Deutschmeister.
En 1943, le nom de tradition Hoch- und Deutschmeister est donné à la 44e division d'infanterie de la Wehrmacht, reconstituée après avoir été presque entièrement détruite à la bataille de Stalingrad.
Après 1945, le nom est repris dans l'armée fédérale autrichienne par le 21e régiment de Landwehr, devenu le 2e régiment de chasseurs puis dissous en 2006. Après cette date, le 1er bataillon du régiment de chasseurs de Vienne est considéré comme le dépositaire du nom et des traditions du Hoch- und Deutschmeister.
Plusieurs associations d'anciens soldats du 4e régiment ont existé depuis la fin du XIXe siècle sous le nom de Deutschmeisterbund. Un orchestre militaire autrichien, après 1918, a porté le nom de Original Hoch- und Deutschmeister.

## Cantonnements

### 1696-1808
- 1696 : Donauwörth
- 1699 : Hermannstadt (Sibiu en Transylvanie)
- 1711 : Khoust (Transcarpatie)
- 1714 : Aix-la-Chapelle
- 1715 : Luxembourg (dans les Pays-Bas autrichiens)
- 1716 : Bruxelles puis Ruremonde
- 1718 : Bruxelles

- 1719 : Gand, Malines
- 1720 : Bruxelles
- 1721 : Gand
- 1725 : Mons
- 1728 : Bruxelles
- 1730 : Anvers

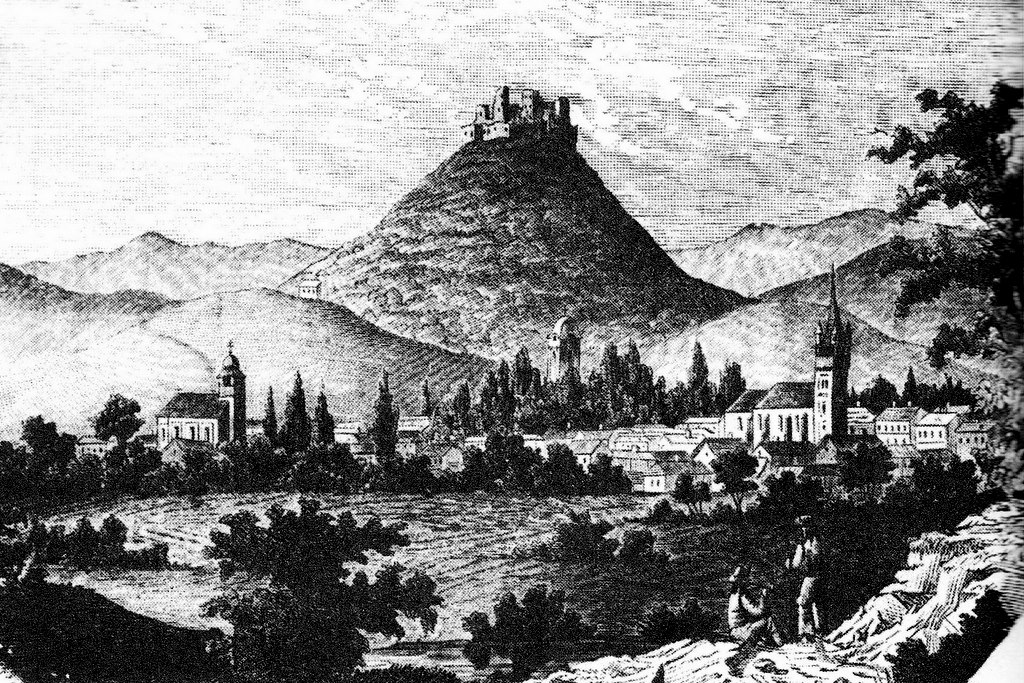
Ville et château de Khoust au XIXe siècle

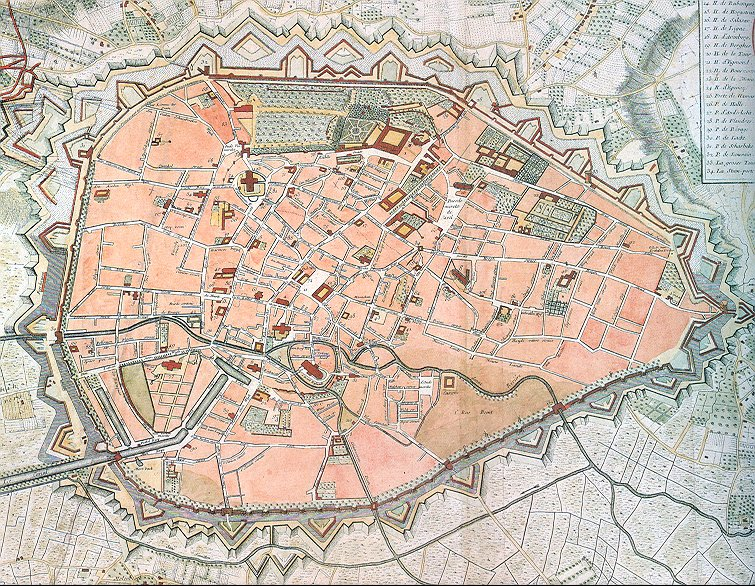
Plan de Bruxelles en 1745

- 1731 : Schweidnitz (Świdnica en Silésie)
- 1733 : Pilsen (Plzeň en Bohême)
- 1736 : Pavie (duché de Milan)
- 1749 : Marburg puis Klagenfurt
- 1752 : Jung-Bunzlau (Mladá Boleslav en Bohême)
- 1754 : Ofen (Buda en Hongrie)
- 1763 : Mons
- 1777 : Ungarisch-Brod (Uherský Brod en Moravie)
- 1775 : Bruck an der Leitha (Basse-Autriche, alors à la limite de la Hongrie)
- 1779 : Vienne
- 1785 : Bruxelles
- 1786 : Vienne
- 1791–1808 : Vienne

### 1808-1918
- 1808 : Wiener Neustadt
- 1809 : Vienne
- 1815 : Milan
- 1816 : Sankt Pölten
- 1820 : Bergame
- 1821 : Nocera
- 1822 : Naples
- 1825 : Capoue
- 1827 : Casalmaggiore
- 1829 : Klagenfurt
- 1830 Enns (Sankt Pölten) puis Linz
- 1831 : Klagenfurt puis Gorizia puis Udine
- 1832 : Bassano et Vérone
- 1834 : Vérone et Milan
- 1836 : Kaiserebersdorf puis Linz
- 1839 : Kaiserebersdorf
- 1840 : Vienne
- 1846 : Tarnów
- 1847 : Lemberg (Lviv)
- 1849-1850 : Raab (Győr), Nitra, Košice
- 1851 : Komárom, Raab, puis Preßburg (Bratislava)
- 1853 : Komárom
- 1854 : Vienne puis Klausenburg (Cluj-Napoca), puis en Galicie
- 1855 : Pest
- 1858 : Debrecen
- 1859 : Preßburg
- 1862 : Alt-Arad
- 1863 : Pest
- 1866 : Völkermarkt puis Raguse (Dubrovnik)
- 1869 : Graz
- 1871 Tulln an der Donau
- 1879 : Cattaro (Kotor)
- 1881 Innsbruck
- 1882 : Vienne
- 1893 : Iglau (Jihlava)
- 1896–1914 : Vienne

## Sources et bibliographie
- (de) Cet article est partiellement ou en totalité issu de l’article de Wikipédia en allemand intitulé « K.u.k. Infanterieregiment „Hoch- und Deutschmeister“ Nr. 4“ » (voir la liste des auteurs) dans sa version du 29 mai 2017.
- Gustav Amon von Treuenfest, Geschichte des k. k. Infanterie-Regimentes Hoch- und Deutschmeister Nr. 4, Wien, 1879 .